# Ядвіга Софія Шведська
Ядвіга Софія Шведська (швед. Hedvig Sofia av Sverige; 1681—1708) — шведська принцеса, донька короля Карла XI та Ульріки Елеонори Данської, дружина герцога Гольштейн-Готторпу Фрідріха IV. Бабуся російського імператора Петра III.

## Життєпис
Ядвіга Софія народилась 26 червня 1681 року в столиці Шведського королівства — Стокгольм, первісткою в родині короля Карла XI та його дружини Ульріки Елеонори Данської. Згодом в сім'ї народилося ще шестеро дітей, з яких вижили лише двоє: Карл та Ульріка Елеонора.
Після смерті матері у 1693 році Ядвіга Софія з братом та сестрою перейшла під опіку бабусі, королеви Ядвіги Елеонори. Вони виховувалися в дусі антиданських поглядів бабусі.

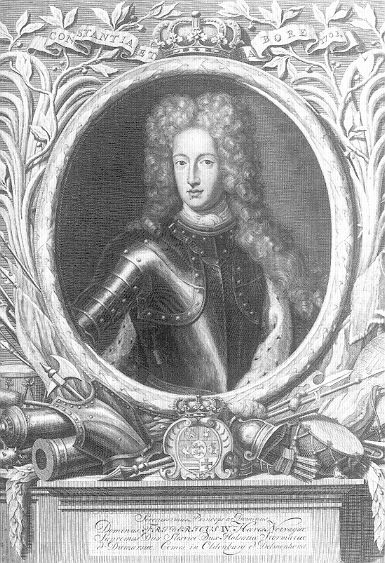
Фрідріх IV

17-річна Ядвіга була пошлюблена із своїм кузеном з батьківського боку, Фрідріхом, що був правлячим герцогом Гольштейн-Готторпським. Весілля відбулося 12 травня 1698 року у палаці Карлберг. Сучасники описували принцесу як красуню, що цікавилася модою. Вона також близько товаришувала із своїм братом Карлом. Не раз хотіла відвідати брата у його військових таборах, але він ніколи не давав на те згоди. 
Її шлюб укладено для зміцнення традиційного союзу з Гольштейн-Готторпом проти Данії. Карл мав одружитися з сестрою Фрідріха, але відмовився. Сама Ядвіга теж не хотіла вступати в шлюб з Фрідріхом. Їхнє подружнє життя виявилося нещасливим, головно через численні подружні зради чоловіка. 
У 1699 році вона відвідала Готторп і залишалася там близько року. В 1700-му знов повернулася до Швеції і 30 квітня 1700 року у Стокгольмі народила сина. Основним місцем проживання герцогині став Карлберг.
У 1702 Фрідріх загинув під час бойових дій Північної війни. Ядвіга стала регенткою при малолітньому сині. Тим не менш, більшу частину часу вона проводила у Швеції, рідко відвідуючи маєтки чоловіка. Повсякденні справи герцогства вона передала у відання свого діверя, Крістіана Августа. Справи ж, що мали державне значення, вирішувалися лише за її участі. 

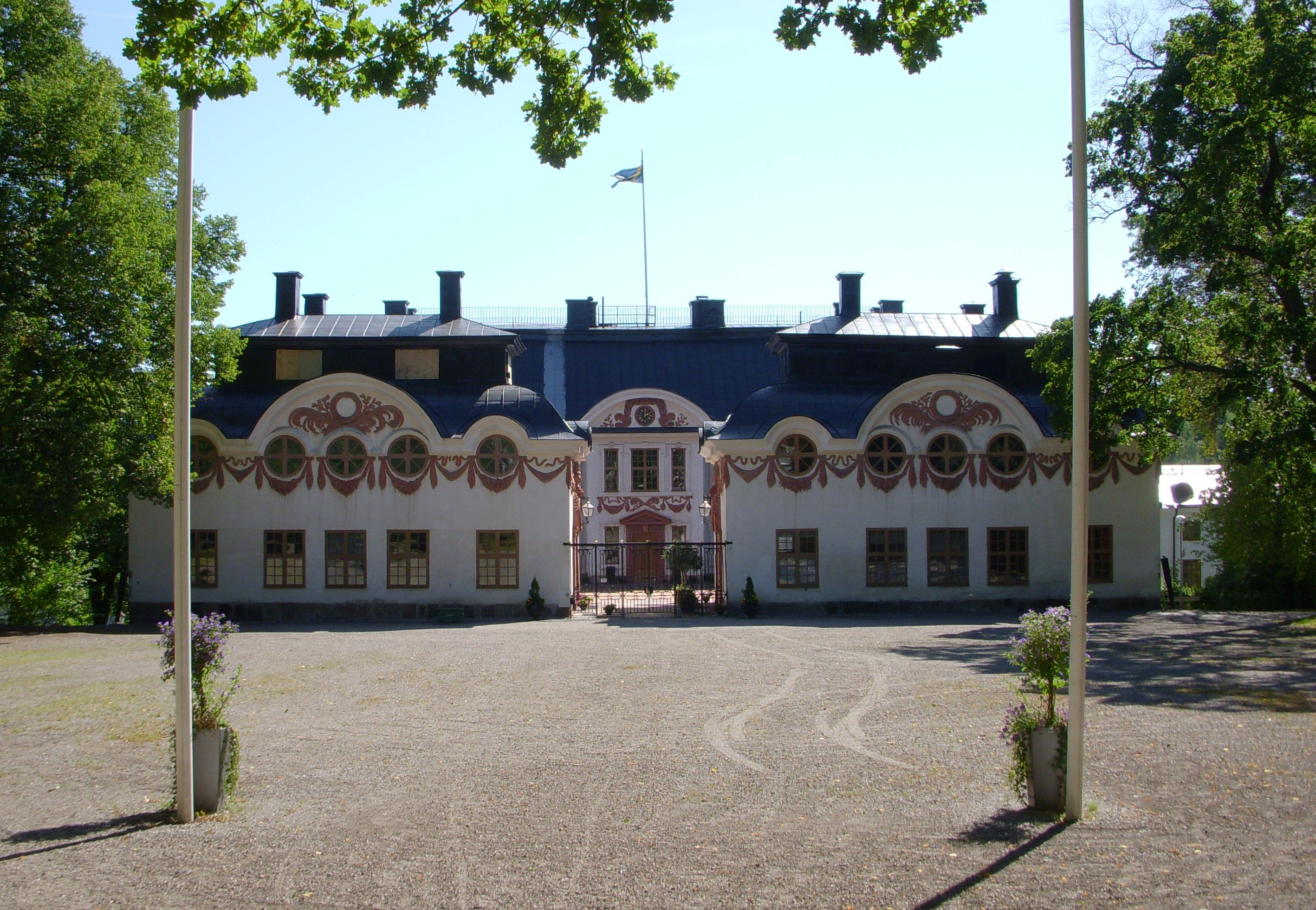
Замок Карлберг

Після смерті чоловіка вона стала об'єктом планів щодо організації нового політичного шлюбу. Серед претендентів на її руку називався і спадкоємець британського престолу, принц Ганноверський Георг. Але Ядвіга Софія відмовилася брати новий шлюб за домовленістю. Тоді вона мала стосунки з молодим шведським дворянином Улофом Гілленборгом. Цей зв'язок був відомий всім придворним і не приховувався, хоча його й не схвалювала бабуся герцогині Ядвіга Елеонора Гольштейн-Готторпська.
У Швеції герцогиня намагалася вибороти батьківський трон для свого сина, оскільки була старшою донькою і другою в черзі престолонаслідування, а її брат Карл XII не мав нащадків. «Гольштейнська партія», очолювана нею, домінувала при дворі аж до смерті Ядвіги Софії у 1708 році.
Померла Ядвіга Софія 22 грудня 1708 у 27 років. Брат Карл, що провів близько половини свого життя за межами країни у військових походах, весь час вів із сестрою тривале листування й був дуже засмучений, дізнавшись про її смерть. Тіло Ядвіги Софії 7 років лежало непохованим у Ріддаргольменській церкві, бо придворні вичікували на те, як розпорядиться влаштувати похорон Карл ХІІ, який після 14-річної відсутності повернувся до Швеції 13 грудня 1715 року. Ядвігу Софію поховали у 1716 році разом із її бабусею Ядвігою Елеонорою Гольштейн-Готторпською, що померла 24 листопада 1715 року.
Після смерті Карла у 1718 році трон перейшов його сестрі Ульріці Елеонорі, а згодом — її чоловіку Фрідріху Гессен-Кассельському.

## Родина
Чоловік — Фрідріх IV, герцог Гольштейн-Готторпський
Діти:
- Карл Фрідріх (1700—1739) — герцог Шлезвіг-Гольштейн-Готторпський, одружений з великою княжною Анною Петрівною, донькою імператора Петра I, мав єдиного сина, що став російським імператором Петром III.